# The Book and the Canal
The Book and the Canal album je američkog americana/indie rock sastava Calexico, objavljen 2005. u izdanju samog sastava, namijenjen za distribuciju na turneji.

## Povijest
The Book and the Canal kolekcija je snimki od 2003. do 2005. Uključuje kućne i studijske snimke pjesama. Omot je kolekcija fotografija gradnje Panamskog kanala tijekom dvadesetih godina 20. stoljeća.

## Popis pjesama
| 1.    | »Half a Smidge«              | 1:49 |
| 2.    | »What's a Little Wait«       | 2:11 |
| 3.    | »Griptape«                   | 2:56 |
| 4.    | »Muddy Meadow«               | 0:53 |
| 5.    | »Near the Woodpile«          | 2:00 |
| 6.    | »Unter Unserem Himmel«       | 2:30 |
| 7.    | »Painted Over« (uživo)       | 3:42 |
| 8.    | »Electric Relay«             | 3:16 |
| 9.    | »Ghostwriter«                | 2:57 |
| 10.   | »Dredging«                   | 3:29 |
| 11.   | »Heavy With the Bass«        | 3:00 |
| 12.   | »Arco Chato«                 | 1:43 |
| 13.   | »Break to Barranca«          | 3:03 |
| 14.   | »Kiss and Tell« (uživo)      | 3:26 |
| 15.   | »In the Cut«                 | 1:49 |
| 16.   | »Drag Storm Around«          | 4:20 |
| 17.   | »One Last Panoramic« (uživo) | 5:54 |
| 48:58 |                              |      |

## Produkcija
- Snimano na raznim lokacijama (studio i uživo) između 1999. i 2005.
- Craig Schumacher, Chris Schultz, Jim Blackwood i Jim Waters - snimatelji
- Jim Blackwood - mastering

## Vanjske poveznice
- Albumi Calexica